# Lipocosma fonsecai
Lipocosma fonsecai là một loài bướm đêm trong họ Crambidae.